# ماليوني
ماليوني هيبلدية في مدينة تورينو الحضرية في منطقة بيدمونت الإيطالية، تقع على بعد نحو 40 كيلومتر (25 ميل) شمال شرق تورينو. في 31 ديسمبر 2004 كان عدد سكانها 497 نسمة ومساحتها 6.2 كيلومتر مربع (2.4 ميل2). 
تقع ماليوني على حدود البلديات التالية: بورغو داليه وبورغوماسينو ومونكريفيلو.